# 황지수화장품
황지수화장품(huangjisoo)는 천연화장품을 제조 및 생산하는 대한민국의 스킨케어클렌징 브랜드 중 하나이다. 2011년 (주)뉴필의 법인 아래 설립된 브랜드이다.

## 사업
2011년 (주)뉴필은 대표자 황지수에 의해 설립되었으며, 대표자의 이름을 딴 황지수(huangjisoo)라는 브랜드명을 선보였다.

## 생산 공장
- 인천 (주)뉴필 본사 제조사업장